# Berolina

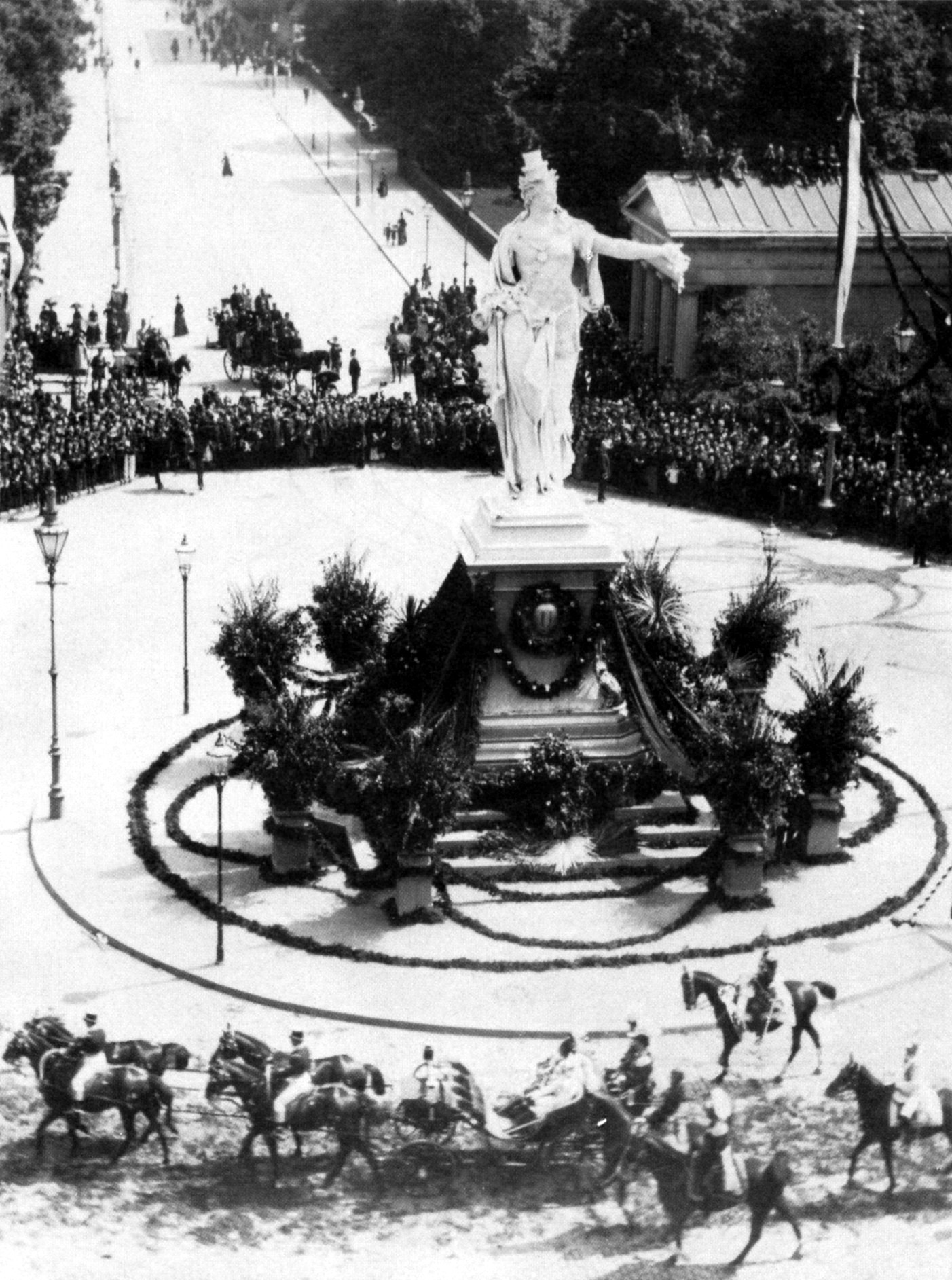
1889, Berolina en plâtre, Belle-Alliance Platz.

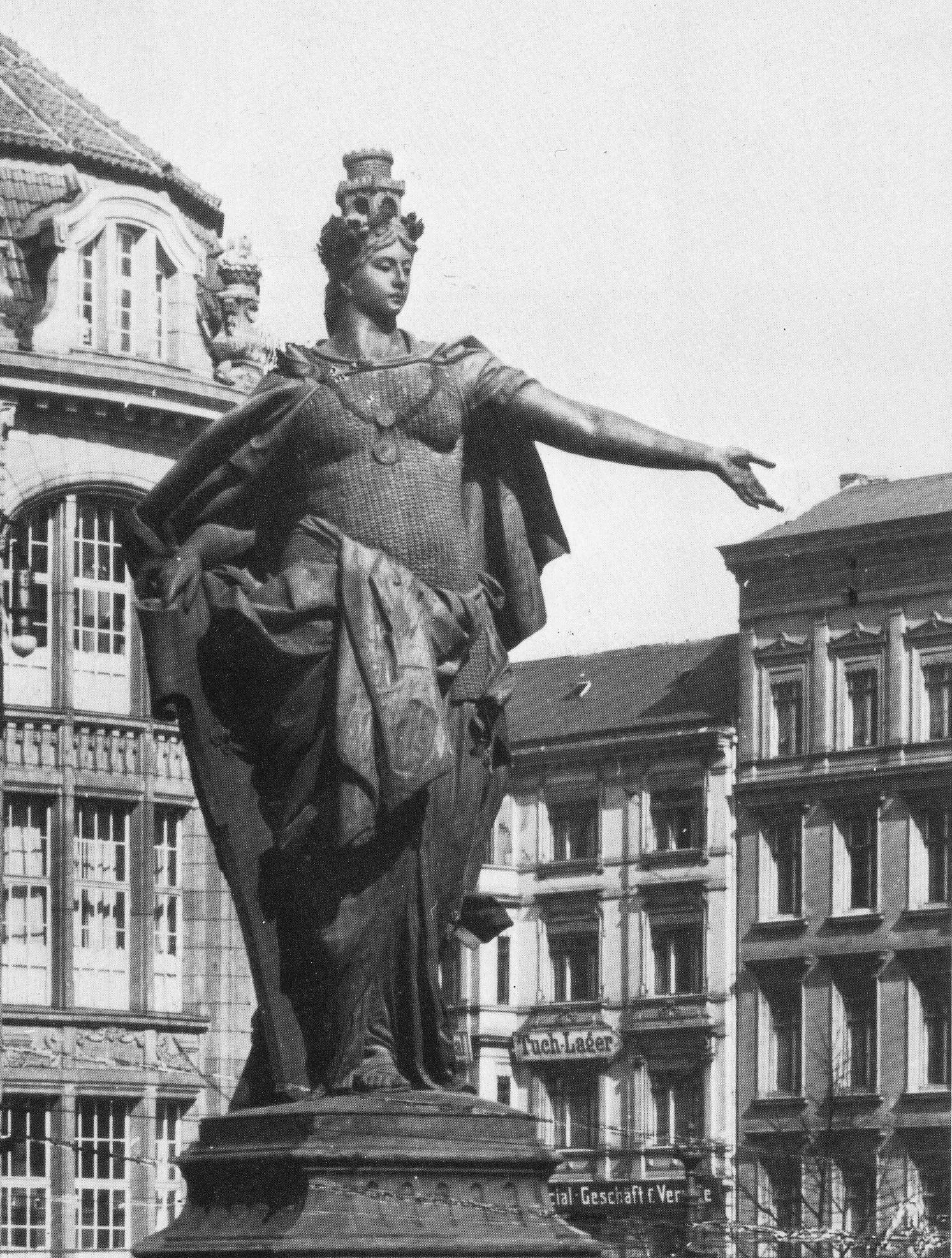
1896, Berolina, Berlin Alexanderplatz.

Berolina est le nom néo-latin de Berlin. En outre, Berolina est la figure allégorique féminine de la ville de Berlin. La représentation la plus célèbre de Berolina est la statue autrefois érigée sur l'Alexanderplatz à Berlin.

## Statues
En 1871, à l'occasion de l'entrée à Berlin de ses troupes victorieuses lors de la guerre franco-allemande, l'empereur  Guillaume Ier fait ériger une Berolina de onze mètres de haut sur la Belle-Alliance-Platz (aujourd'hui Mehringplatz).
Les sculpteurs Emil Hundrieser et Michel Lock ont conçu une autre Berolina, décor temporaire pour la visite du roi Humbert Ier d'Italie, en 1889. La statue était faite en plâtre et décorait la Potsdamer Platz. Haute de 7,55 mètres, elle représentait une femme couronnée de chêne. Un tableau situé à la Rotes Rathaus, représentant la fille d'un cordonnier berlinois, Anna Sasse, en a sans doute fourni le modèle.
Par la suite, Hundrieser a légèrement modifié la sculpture initiale et une Berolina en cuivre a été érigée en 1896 sur l'Alexanderplatz. Un immeuble de bureaux, construit entre 1929 et 1932, sur les plans de Peter Behrens, a été baptisé du nom de « Berolinahaus », du fait de sa proximité avec la statue. La statue a été démontée et fondue en 1944.
Une association de soutien pour l'érection d'une nouvelle statue de la Berolina a été créée en 2000.
→ Voir l'article détaillé Alexanderplatz

## Nom
De nombreuses entreprises berlinoises portent le nom Berolina et, par le passé, de nombreuses émissions de radio et télévision faisaient référence à la Berolina. Berolina est aussi le nom donné au centre de coordination des opérations de la police berlinoise. On retrouve cette dénomination également dans le nom d'un des clubs d'échecs de la ville, le Schachverein Berolina Mitte.
Dans les années 1980, un prix musical, décerné par les chaînes de télévision ARD, ZDF et ORF, a porté le nom de Berolina. Il a été attribué à 15 musiciens et groupes, lors d'une émission présentée par Thomas Gottschalk, le 27 août 1987. Les lauréats en étaient Falco, Münchener Freiheit, A-ha, Juliane Werding, Joe Cocker, Jennifer Rush, Peter Maffay, Engelbert, Chris de Burgh, Erste Allgemeine Verunsicherung, Tina Turner, David Bowie, ZZ Top, Clowns & Helden et Udo Jürgens.

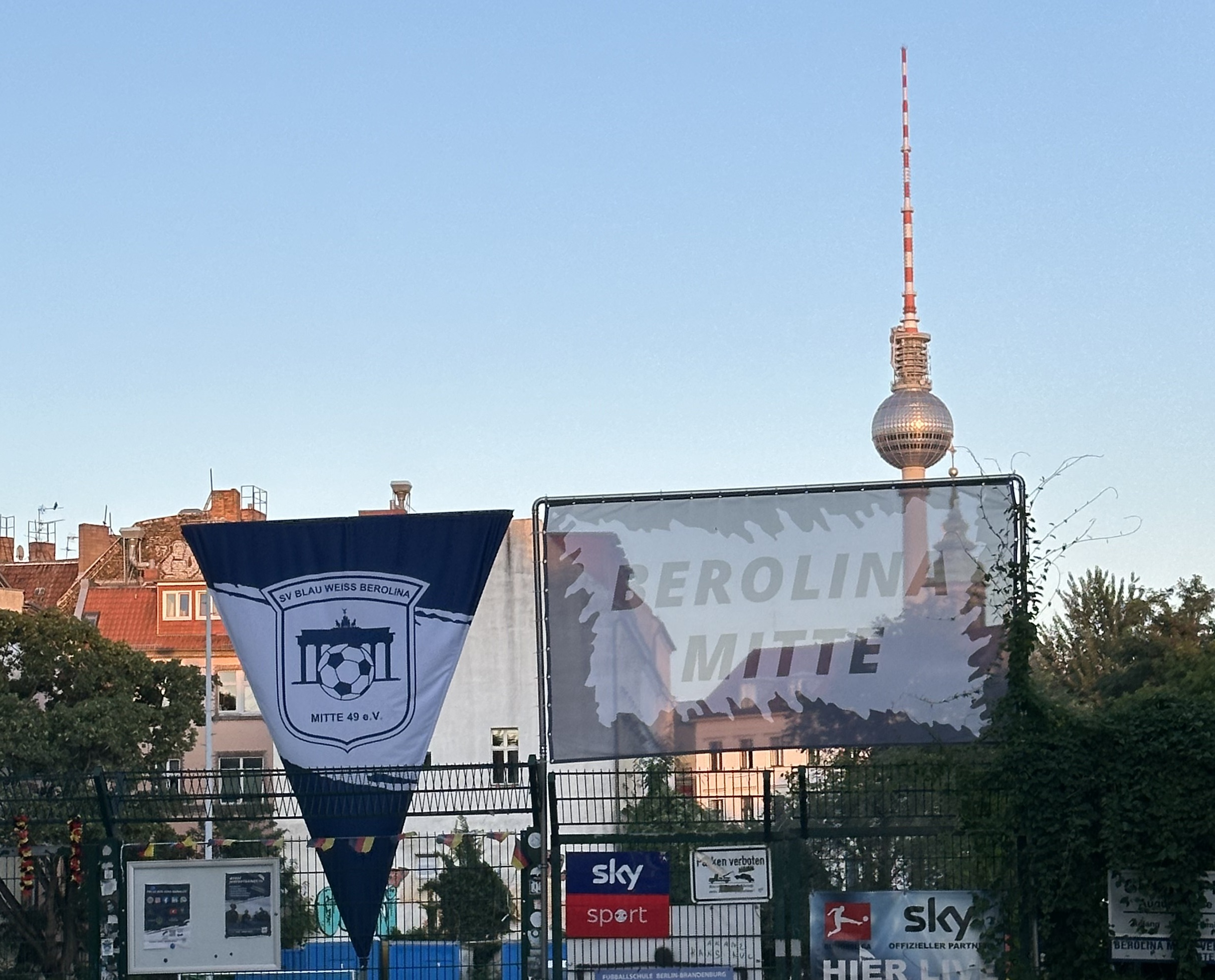
Fussball Klub Berolina.

Par ailleurs, il existe de nombreux chants, poèmes et des pièces de théâtre, telles que les œuvres de Kurt Tucholsky et de Günter Neumann, qui font référence à la Berolina. La radio SFB (Sender Freies Berlin) a intitulé l'une de ses émissions Rund um die Berolina (« Autour de la Berolina ») (animée par Ulli Herzog et Alexander von Bentheim).
Un club de foot de Berlin porte également le nom de Berolina.